# Dimos Polygyros
Dimos Polygyros (Polygyros) är en kommun i Grekland.   Den ligger i prefekturen Chalkidike och regionen Mellersta Makedonien, i den nordöstra delen av landet, 270 km norr om huvudstaden Aten. Antalet invånare är 21 931.